# Bodziszkowate

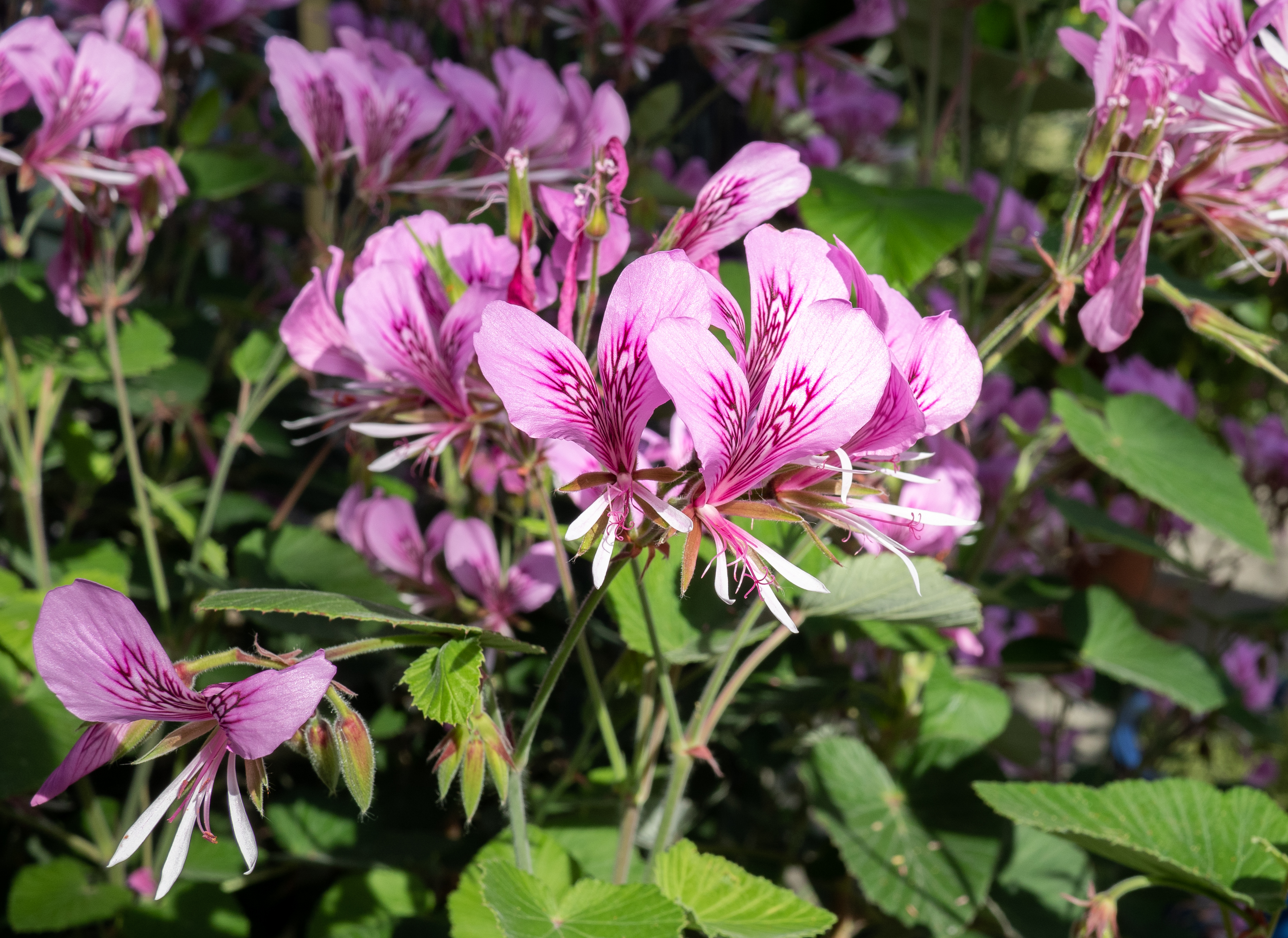
Pelargonium cordifolium

Bodziszkowate (Geraniaceae Juss.) – rodzina roślin należąca do rzędu bodziszkowców (Geraniales). Jej przedstawiciele występują na wszystkich kontynentach (z wyjątkiem Antarktydy), największe zróżnicowanie osiągając w strefie klimatu umiarkowanego, nie występują natomiast w tropikach Ameryki Południowej i w rejonie Archipelagu Sundajskiego. Do rodziny należy ok. 800 gatunków grupowanych w 6–7 rodzajów. We florze Polski występują przedstawiciele 2 rodzajów: bodziszek (Geranium) i iglica (Erodium). Niektóre gatunki (np. pelargonii) są uprawiane jako rośliny ozdobne. Olejek pelargoniowy ma zastosowanie w perfumerii i jako dodatek do żywności. Wiele roślin z tej rodziny jest wykorzystywanych w ziołolecznictwie.

## Morfologia
PokrójKrzewy i rośliny zielne, w tym głównie byliny. Łodyga często jest drewniejąca lub gruboszowata.
LiścieUlistnienie naprzeciwległe lub naprzemianległe, na ogół z przylistkami. Dłoniasto- lub pierzastodzielne, o unerwieniu dłoniastym.
KwiatyPromieniste (u Pelargonium dwustronnie symetryczne), 5-krotne. Pręcików płodnych 5, 10 lub 15, czasem zredukowane do prątniczków, część z pręcików u nasady opatrzona miodnikiem. Słupek górny, 5-komorowy, szyjki słupka zrośnięte, po przekwitnieniu wydłużają się w postaci dzióbka.
OwoceOwocem jest rozłupnia, rozpadająca się na pojedyncze, jednonasienne owocki - rozłupki, oddzielające się od nasady ku górze. Często opatrzone są długim skręcającym się z powodu higroskopijności dzióbkiem, za pomocą którego nasiona mogą wkręcać w ziemię.

## Systematyka
Pozycja i podział według systemu APG IV (2016)
Jedna z dwóch rodzin rzędu bodziszkowców, siostrzana wobec rodziny Francoaceae. Rząd należy do kladu różowych w obrębie okrytonasiennych. W obrębie rodziny wyróżnia się dwa klady – bazalny obejmujący południowoamerykański rodzaj Hypseocharis oraz resztę zebraną w podrodzinę Geranioideae Arnott. 
| bodziszkowce | \| \| Geraniaceae bodziszkowate \| \| \| \| \| \| Francoaceae \| \| \| \| |
|              | \| \| Geraniaceae bodziszkowate \| \| \| \| \| \| Francoaceae \| \| \| \| |
|              | Geraniaceae bodziszkowate                                                 |
|              |                                                                           |
|              | Francoaceae                                                               |
|              |                                                                           |

Wykaz rodzajów
- Erodium L'Her. ex Aiton – iglica
- Geranium L. – bodziszek
- Hypseocharis J.Remy
- Monsonia L. – monsonia
- Pelargonium L'Her. ex Aiton – pelargonia
- Rhynchotheca Ruiz & Pavon
- Sarcocaulon (DC.) Sweet

Niektóre zaliczane tu wcześniej rodzaje obecnie umieszczane są różnych miejscach systemu okrytonasiennych. Rodzaj Balbisia zaliczany jest do rodziny Ledocarpaceae (rząd bodziszkowce). Rodzaj Biebersteinia wyłączany jest w monotypową rodzinę Biebersteiniaceae w obrębie mydleńcowców. Rodzaj Dirachma wyodrębniany jest jako rodzina Dirachmaceae w rzędzie różowców. Dla odmiany rodzaj Hypseocharis zaliczany jako bazalny w obrębie bodziszkowatych, w dawniejszych systemach (np. w systemie Cronquista z 1981) klasyfikowany był do szczawikowatych (rząd szczawikowce). 
Pozycja według systemu Reveala (1993–1999)
Gromada okrytonasienne (Magnoliophyta Cronquist), podgromada Magnoliophytina Frohne & U. Jensen ex Reveal, klasa Rosopsida Batsch, podklasa różowe (Rosidae Takht., nadrząd Geranianae Thorne ex Reveal, rząd bodziszkowce (Geraniales Dumort), podrząd Geraniineae Bessey in C.K. Adams, rodzina bodziszkowate (Geraniaceae Juss.).